# Gracillarioidea
Gracillarioidea zijn een superfamilie van vlinders. De wetenschappelijke naam van deze superfamilie is voor het eerst voorgesteld door Henry Tibbats Stainton in een publicatie uit 1854.

## Families
- Roeslerstammiidae Bruand, 1850 - bronsmotten
- Bucculatricidae Fracker, 1915 - ooglapmotten
- Gracillariidae Stainton, 1854 - mineermotten